# Molodist
Molodist (ukrainisch Молодість) ist ein internationales Filmfestival in der ukrainischen Hauptstadt Kiew. Es findet jährlich in der letzten Oktoberwoche statt. Der FIAPF zufolge gilt das Festival als eines der bedeutendsten Branchentreffen der Ukraine und in Osteuropa. Das Molodist International Film Festival (Київський міжнародний кінофестиваль «Молодість»), so der offizielle Name, wurde von der Stiftung „Molodist“ gegründet.
Seit 1992 ist Andrij Chalpachtschi der Generaldirektor des Festivals, mit ihm wurde der Erfolg des Festivals in den letzten Jahren verbunden.

## Überblick
Es ist als Festival mit spezialisiertem internationalen Wettbewerb seit 1991 beim Filmproduzentenverband FIAPF akkreditiert. An dem Wettbewerb nehmen eine Vielzahl an Länder aus fast allen Kontinenten teil. Die Organisatoren laden Teilnehmer des Wettbewerbs, Jurymitglieder, Schauspieler und Regisseure ein. Viele dieser häufig international renommierten Filmemacher führen während des Besuches des Festivals so genannte „Master classes“ durch.
Der Name „Molodist“ ist die ukrainische Bezeichnung für Jugend. Die Festivalmacher betrachten die Förderung des jungen Kinos als ihre Hauptaufgabe. Im Wettbewerb finden sich daher in jedem Jahr Werke junger Filmemacher, die bereits auf nationalen und internationalen Festivals aufgefallen sind. Zu den namhaften europäischen Regisseuren, die ihre Filme beim „Molodist“ vorstellten, zählen Fred Kelemen, Tom Tykwer, Danny Boyle, François Ozon, Andras Monory, Ildikó Enyedi, Hera Popelaarsa, Jacques Audiard, Sergey Masloboyschtschikov, Alexei Balabanov, Denis Evstyhneyev, Stephen Daldry und andere. Bruno Dumont, der 1999 in Cannes für L'humanité mit dem Großen Preis der Jury ausgezeichnet wurde, hatte zwei Jahre zuvor seinen Debütfilm La vie de Jésus beim Molodist-Festival vorgestellt.
Im Wettbewerb werden Studentenfilme, Kurzfilm-Erstlingswerke (Spielfilme, Animationsfilme und Dokumentarfilme) sowie die ersten abendfüllenden Spielfilme junger Filmschaffender gezeigt. Abseits des Wettbewerbs laufen weitere internationale Filme und Werkschauen großer Filmhochschulen. Zusätzlich gibt es eine Panorama-Sektion der ukrainischen Filme. Hauptspielstätte des Festivals ist das Kino „Kyiv“ im Kiewer Stadtzentrum. Filmvorführungen ereignen sich auch in 3–5 anderen Filmtheatern wie dem Oktober-Palast, „Kinopanorama“, „Kiewer Rus“, „Kinopalast“.

## Geschichte
Zum ersten Mal fand das Festival 1970 statt. Derzeit war es eine Filmvorführung der Studentenkurzfilme des nationalen Institutes für Theaterkunst Kiew. Die Filmfestspiele dauerten zwei Tage und es wurden 33 Filme gezeigt.

### 1970/80er Jahre
Von Anfang an öffnete das Festival die Pforten Vertretern aus anderen Kinoinstituten und Ländern. In den 1970er Jahren waren Filmemacher aus Bulgarien, Georgien, Armenien und WGIK-Studenten die Stammgäste des Festivals. Bereits 1975 beteiligten sich an dem Wettbewerb sowohl Studentenwerke als auch abendfüllende Spielfilme. Die führenden Filmemacher der Ukraine begannen ihre schöpferische Arbeit in der Filmkunst beim „Molodist“. Zu den Preisträgern des Festivals von 1970 bis 1980 gehörten Karen Gevorkyan und Wadim Abdraschitow, Oleksandr Denyssenko, Alexander Pankratow, Wladimir Bortko, Konstantin Lopuschanski, Sergej Snyezhkin, Evgeny Zymbal und Juri Mamin. In der Perestroika-Zeit fang „Molodist“ an, sich zu erweitern. An diesem Wettbewerb beteiligten sich die baltischen Staaten, Kasachstan, Aserbaidschan und Deutschland. Das Festival versuchte sich den neuen Tendenzen der Jugendkultur anzupassen. 1989 wurden zum ersten Mal in der Sowjetunion in Kiew die Werke der Moskauer und Leningrader Parallelkino präsentiert: die Filme von Maxim Pezhemski, Brüdern Alyeynikov, Gennady Yufit riefen eine ausgiebige Diskussion über die Entwicklungswege der neuen Kunst hervor.

### 1990er Jahre
Mit dem Zerfall der Sowjetunion bekam das Festival neue Entwicklungsmöglichkeiten in der unabhängigen Ukraine. Bereits im Jahr 1993 wurde das Festival „Molodist“ als offizielles Festival registriert, dessen Tätigkeit im Einklang mit internationalen Standards steht. Entscheidend im Schicksal des Festivals war eine Partnerschaft im Jahr 1995 mit dem Fernsehkanal «1+1», der „Molodist“ förderte. Zu den Teilnehmern des Festivals gehörten die Preisträger der bekanntesten Kinopreis der Welt. Bruno Dumont besuchte Kiew 1997 mit seinem Debütfilm «Das Leben Jesu» und sein Film «Humanität» wurde in zwei Jahren bei den Internationalen Filmfestspielen von Cannes mit der Goldene Palme ausgezeichnet. Der abendfüllende Film „Mein Leben in Rosarot“ von Alan Berliner, der später zum Laureat Oscars wird, wurde beim „Molodist“ ausgezeichnet. Im Jahr 1997 erschien eine besondere Auszeichnung für einen Beitrag zur internationalen Filmkunst. Die Laudatoren des Preises waren der Hollywood – Filmregisseur ukrainischer Herkunft Edward Dmytryk, der Italiener Mario Monicelli, der Veteran der polnischen Kinematographie Jerzy Hoffman sowie ein Meister des italienischen Kinos Ettore Scola. Festivaldirektor ist seit 2001 der Volkskünstler der Ukraine Bohdan Stupka. Das Festival konzentrierte sich immer auf die Untersuchung der wichtigsten Entwicklungstendenzen des jungen Kinos und hilft den jungen Talenten ihren verdienten Platz im heutigen Kinoprozess einzunehmen. Zum Symbol des Festivals von 2004 wurde eine Fotoarbeit von Daniel Demutsky, die 1925 mit dem Hauptpreis auf dem Fotowettbewerb in Paris ausgezeichnet wurde. Die Collage mit den Gesichtern von vielen ukrainischen und ausländischen Filmkunststars, die das Festival schon besucht haben, war 2005 das Symbol der Filmfestspiele. Das Hauptemblem war die Briefmarke, die intensive Kommunikation, kreative Beziehungen, Fehlen der Grenzen und Bedingtheit der Entfernungen, die das Land und Filmkünstler trennen, symbolisiert.

### Das Jubiläumsfestival 2010
2010 wurde in Kiew das Jubiläumsfestival „Molodist“ eröffnet. Das größte Kinoereignis in der Ukraine und Osteuropa wurde 40. Innerhalb einer Woche wurden etwa dreihundert Filme gezeigt. Für Fans des Kinos wurden die Meisterklassen und Treffen mit renommierten Regisseuren und Schauspielern veranstaltet. Das Programm präsentierte auch die Siegerfilme aus der ganzen Geschichte des Festivals. Die offizielle Eröffnung des Jubiläumsfestivals fand im Taras-Schewtschenko-Opernhaus statt, die Leiterin der Zeremonie war die russische Schauspielerin Renata Litwinowa. Unter den Gästen des Festivals „Molodist“ waren die bekannten Namen wie Fanny Ardant, Gérard Depardieu, Karen Schachnasarow, Ljudmila Gurtschenko, Wladimir Menschow, Roman Balajan. Die Vorführung des französischen Films „Cartagena“, wo die Schauspielerin Sophie Marceau und Schauspieler Christopher Lambert die Hauptrollen gespielt haben, fand im „Filmtheater Kiew“ statt. Im von einem Debütanten Alain Monne gedrehten Film leidet die Protagonistin (Sophie Marceau) physisch und psychisch. 2010 wurden im Wettbewerbsprogramm 57 Filme (23 Studentenfilme, 21 abendfüllende Filme und 13 Kurzfilme) präsentiert. Das Nichtwettbewerbsprogramm präsentierte 67 Filme, Alternative Wettbewerbsprogramm - 21 Filme. Die „Molodist“-Jury wurde von französischen Regisseur Marc Caro geleitet. Die Richter waren ein österreichischer Filmemacher Rainer Frimmel, ukrainischer Künstler Olexander Roitburd und eine russische Filmproduzentin Elena Jazura. Der Siegerfilm „Mein Glück“ von Sergei Loznitsa erhielt 10 000 USD und Grand-Prix, den Skythischer Hirsch. Den Geldpreis von je 2000 USD wurde den Regisseuren verliehen, die in folgenden Kategorien gewonnen haben: der beste Kurzfilm, der beste abendfüllende Spielfilm und die beste Studentenarbeit. Der beste junge Schauspieler gewann 1000 €. Den skythischen Hirsch bekam Christopher Lambert für seinen Beitrag zum Weltkino.

## Sektionen des Wettbewerbsprogramms

### Internationaler Wettbewerb
Der Wettbewerbsteil besteht aus drei internationalen Hauptprogrammen – Studentenfilm, Kurzfilm und abendfüllender Film. Der vorgeschlagene Film soll nicht früher als am 1. Januar des vorigen Jahres, bevor Durchführung des Festivals im laufenden Jahr, gezeigt werden. Die Filme, die an anderen Festivalen teilgenommen haben und bereits mit einem Preis ausgezeichnet wurden, können für die Teilnahme an dem Wettbewerb angeboten werden.
- Studentenfilm

Die Hauptaufgabe des Festivals «Molodist» ist die Entwicklungsförderung des jungen Kinos. Jährlich werden ca. 30 Studentenfilme präsentiert. Das Programm nimmt den ersten professionellen Kurzfilm-Erstlingswerke auf (Spielfilme, Animationsfilme und Dokumentarfilme, je bis 45 Minuten). Verliehene Preise sind der Preis für den besten Kurzfilm / der Preis von Yves Montand dem besten jungen Schauspieler / Grand Prix / Publikumspreis.
- Kurzfilm

Das Festivalprogramm stellt die Sammlung von Kurzfilmen der jungen Filmemacher aus der ganzen Welt dar. Die Filmschaffenden präsentieren ihre Filme persönlich. An dem Wettbewerb nehmen die Filme teil, die nicht länger als 30 Minuten dauern. Verliehene Preise sind der Preis für den besten Kurzfilm / der Preis von Yves Montand dem besten jungen Schauspieler / Grand Prix / Publikumspreis.
- Abendfüllender Film

Jährlich präsentieren etwa 10 abendfüllende Debütfilme (länger als 60 Minuten), die die aktuellen Entwicklungstendenzen des europäischen- und Weltkinos darstellen. Traditionell ihren ersten großen Erfolg präsentieren die junge Filmschaffende persönlich. Verliehene Preise sind der Preis für den besten Film / der Preis von Yves Montand dem besten jungen Schauspieler / Grand Prix / Publikumspreis.

### Nationaler Wettbewerb
Das Hauptziel des Festivals war und bleibt immer die Suche, Auswahl, Förderung ukrainischer Filme. Zuerst war «Panorama des ukrainischen Kinos» das erste nichtwettbewerbliche Programm der Filmfestspiele, danach wurde es «Nationaler Wettbewerb» umbenannt. An dem Nationalen Wettbewerb beteiligen sich Kurzfilme (Spielfilme, Animationsfilme und Dokumentarfilme, die bis 45 Minuten dauern), die in der Ukraine produziert sind (oder unter der Mitarbeit der Ukraine als Koproduzent). Verliehene Preise sind der Preis für den besten Kurzfilm / das spezielle Diplom.

### Alternativer Wettbewerb
- SunnyBunny

Sunny Bunny ist eine große inländische kulturelle LGBT-Veranstaltung, die außerhalb der Ukraine bekannt ist. 2001 gegründetes Programm ist das zweite (nach Teddy Award auf Berlinale Filmfestspiele) LGBT-Kinoprogramm auf den bedeutendsten internationalen Filmfestspielen (seit 2007 LGBT-Preis Queer Lion wurde auch auf der Internationalen Filmfestspiele von Venedig gegründet, und seit 2010 wurde der Preis Queer Palm auf der Internationalen Filmfestspiele von Cannes verliehen).
Verliehene Preise sind der Preis für den besten Film / das spezielle Diplom.

## Außerwettbewerbsprogramm
Im Rahmen des Festivals werden auch nichtwettbewerbliche Vorführungen durchgeführt, die Kinematographie der Welt, die Produktion der Filmschulen, thematische Kinoprogramme, Retrospektive der berühmten Filmproduzenten und spezielle Ereignisse präsentieren.

### Geographisch orientiertes Programm
- German wave / Deutsches Kino. Die deutsche Kinowoche im Rahmen des nichtwettbewerblichen Programms der Filmfestspiele «Molodist» stellt die Tendenzen und die Hauptprozessen der Kinematographie in den ganzen deutschsprachigen Raum dar. Den ukrainischen Zuschauern werden die besten Filme angeboten, die in der Schweiz, Deutschland und Österreich gedreht wurden.
- French connection / Französisches Kino. Im Fokus steht französisches Kino aus der ganzen Welt. Das neue Kino ist aus der Schweiz, Belgien, Kanada, französischer Afrika und in der Perspektive – auch aus dem Nahen Osten im erneuerten Programm «French connection».
- Ostexpress. Hier werden sowohl die Filme der osteuropäischen als auch asiatischen Region gezeigt.
- Skandinavisches Panorama. Jährlich werden zehn hochwertigen publikumsorientierten Filme des skandinavischen Panoramas präsentiert.
- Das neue russische Kino ist ein Hauptimporteur der russischen Arthouse in der Ukraine. Diese repräsentative Parade der jungen Filmemacher und anerkannten Meter ist das wichtige russische Kinoereignis, das in Berlin, Cannes, Venedig und während nationaler „Kinotawr“ vorgestellt wurde.

### Retrospektive
Während des letzten Jahrzehnts wurden auf „Molodist“ die Retrospektiven von Lindsay Anderson, Michel Sutter, Margaret von Trotta, Derek Jarman, Ingmar Bergman, David Lynch, Peter Chardynin, Ivan Pyrev, Edward Dmytryk, Leonid Ossyka, Iwan Mykolajtschuk, Robert Bresson, Ettore Scola gezeigt.

### Thematische Programme
- Festival der Festivals

Zu diesem Programm gehören die Elemente der offiziellen Auswahlen, die Preisträger der Filmfestspiele von Cannes, Berlin, Locarno, Karlovy Vary.
- Molodist Cinergy

Ziel des Programms sind Werke zu präsentieren, die sich auf Schnittpunkt des Kinos und Media-Arts sich befinden, Arten von Kunst, die an Kinematographie grenzen und den starken Einfluss auf modernes Kino haben. Der Schwerpunkt von Molodist Cinergy liegt darin, dass die Koordinatoren an die Durchführung der Meisterklassen und Vorlesungen beteiligen, die im Rahmen des Bildungsprojekts stattfinden.
- Die langen Nächte der Kurzfilme: Deutschland/Frankreich

Zum für das Filmfestspiel bereits gewöhnlichen Programm zählt die Präsentation zwei großer Sammlungen von Kurzfilme deutscher (Deutsche Nacht) und französischer (Französische Nacht) Produktion. Diese Vertreter von europäischen Kinematographie zeigen durchschnittlich zwei Stunden Animationsfilme, eine Stunde Dokumentarfilme und drei Stunden Kurzfilm-Erstlingswerke – insgesamt dauert die Vorführung sechs Stunden.

## Jury
Die Festivalleitung bildet die internationale Jury, die die Filme des Wettbewerbsprogramms bewertet und gemäß den FIAPF-Regeln (Fédération Internationale des Associations de Producteurs de Films) und Geschäftsordnung „Molodist“ arbeitet. Auf dem Festival können auch FIPRESC (Fédération Internationale de la Presse Cinématographique), FICC (Festival Internacional de Cine en la Ciudad de México) und die Ökumenische Jury arbeiten.
- FIPRESCI Jury

Eine Entscheidung über die Anwesenheit der FIPRESCI–Jury (Fédération Internationale de la Presse Cinématographique) wird von Generalversammlung getroffen.
- FICC Jury

1998 wurde FICC - Jury auf dem Festival „Molodist“ erstmals vorgestellt.
- Sunny Bunny Jury

Zur Zusammensetzung der Jury gehören die LGBT-Vertreter, die Spezialisten der Genderfragen, Kunstschaffenden und andere berühmten Personen, die durch Unterstützung LGBT-Gemeinschaft bekannt sind.
Die Aufgabe der Sunn Bunny Jury ist das besonders relevante, spannende oder wichtige für LGBT-Gemeinschaft Kino auszuwählen.
- Jury des Nationalen Wettbewerbs

Jury bewertet die modernen inländischen Filme seit 2004. Zur Zusammensetzung der Jury gehören traditionell die ukrainischen TV-Moderatoren, Kritiker, Regisseure, Filmproduzenten, Kunstwissenschaftler und andere Vertreter der Kunst und Kultur.
- Ökumenische Jury

Die ökumenische Jury wurde von ökumenischen kinematographischen Organisation Interfilm, Weltkatholischen Organisation für die Kommunikation SIGNIS und den Konferenz der europäischen Kirche ernannt. Die Zusammensetzung der Ökumenischen Jury besteht aus sechs Mitgliedern, Vertretern der verschiedenen Staaten und Kulturen, die Filmjournalisten, Kritiker, Theologen, Professoren oder Forscher sein können. Die ökumenische Jury konzentriert sich auf Filme mit einem besonderen Charakter. Sie betrachten so wie künstlerische Qualität des Films als auch die religiösen, sozialen und humanistischen Fragen.

## Verliehene Preise
- Grand Prix für den besten Film

Jährlich wird Grand Prix der internationalen Filmfestspiele „Molodist“ von ökumenischen Jury für den besten Film aus dem ganzen Wettbewerbsprogramm verliehen. Er besteht aus der Statuette Skythischer Hirsch und einem Preisgeld von 10.000 US-Dollar.
- Preis für den besten Film in jeder Kategorie

Der Preis für den besten Film in jeder Kategorie des Internationalen Filmfestivals «Molodist» wird von der internationalen Jury des Festivals für den besten Studentenfilm, Spielfilm und für den besten Kurzfilm verliehen. Der Preisträger erhält das Preisgeld 2500 USD bzw. gleichwertigen Geldbetrag und das Diplom der Jury. Es gibt auch den Publikumspreis, der 1000 USD entspricht. Unter den weiteren am Festival verliehenen Auszeichnungen ist auch ein FIPRESCI-Preis des internationalen Filmkritikerverbands.

## Verzeichnis der Gewinner
Die Bewertung von Studentenarbeiten, die jetzt uns als „Molodist“ bekannt ist, begann 1970. Aber derzeit war es ein Forum, das ein paar Tage dauerte. Tatsächlich ist jede Information darüber verloren. Wir wissen es genau, dass 1971 eine Schauspielarbeit „Glücklicher Kukuschkin“ von Wladimir Menschow auf „Molodist“ ausgezeichnet wurde. In der folgenden Liste gibt es in einigen Jahren Lücken. Die Information darüber werden in den Archiven immer noch gesucht. Von 1970 bis 1980 wurden die Hauptpreise „für die besten zeitgenössischen Themen“ und seit 1979 „für den besten Spielfilm“ verliehen.

## Preisträger des Grand Prix seit 1996
| Jahr | Filmtitel                          | Regie                             | Land, Produktionsjahr        |
| ---- | ---------------------------------- | --------------------------------- | ---------------------------- |
| 1996 | 35 Aside                           | Damien O’Donnell                  | Irland 1995                  |
| 1997 | Skud                               | Donna Swan                        | Australien 1997              |
| 1998 | Voices                             | Andrei Osipov                     | Russland 1998                |
| 1999 | Brottag                            | Sergei Dworzewoi                  | Russland 1998                |
| 2000 | Stand-by                           | Roch Stéphanik                    | Frankreich 2000              |
| 2001 | Diva et pianiste / Männersache     | Martin Le Gall / Slawomir Fabicki | Frankreich 2000 / Polen 2001 |
| 2002 | Utopia Blues                       | Stefan Haupt                      | Schweiz 2001                 |
| 2003 | Old Women                          | Gennadi Sidorov                   | Russland 2003                |
| 2004 | Aftermath                          | Paprika Steen                     | Dänemark 2004                |
| 2005 | Angeklagt                          | Jacob Thuesen                     | Dänemark 2005                |
| 2006 | 12:08 East of Bucharest            | Corneliu Porumboiu                | Rumänien 2006                |
| 2007 | Die Band von nebenan               | Eran Kolirin                      | Israel/Frankreich 2007       |
| 2008 | Buddha zerfiel vor Scham / Shultes | Hana Makhmalbaf / Bakur Bakuradze | Iran 2007 / Russland 2008    |
| 2009 | La Pivellina                       | Tizza Covi, Rainer Frimmel        | Italien/Österreich 2009      |
| 2010 | Mein Glück                         | Sergei Loznitsa                   | Ukraine 2010                 |
| 2011 | Atmen                              | Karl Markovics                    | Österreich 2011              |
| 2012 | L                                  | Babis Makridis                    | Griechenland 2012            |
| 2013 | The Mass of Men                    | Gabriel Gauchet                   | Großbritannien 2012          |
| 2014 | Anywhere Else / Anderswo           | Ester Amrami                      | Deutschland 2012             |